# You and Me Both
Albums de Yazoo
Upstairs at Eric's
(1982) Only Yazoo - The Best of Yazoo
(1999)
Singles
1. Nobody's Diary
Sortie : 6 mai 1983

You and Me Both est le deuxième et dernier album du groupe britannique Yazoo sorti le 4 juillet 1983. Il contient le tube Nobody's Diary et se classe en tête des ventes au Royaume-Uni et en Nouvelle-Zélande.
Le groupe s'est séparé juste avant la sortie de l'album.

## Liste des titres
| 1. | Nobody's Diary | Alison Moyet | 4:30 |
| 2. | Softly Over    | Vince Clarke | 4:01 |
| 3. | Sweet Thing    | Alison Moyet | 3:41 |
| 4. | Mr. Blue       | Vince Clarke | 3:24 |
| 5. | Good Times     | Alison Moyet | 4:18 |

| 1. | Walk Away from Love | Vince Clarke | 3:18 |
| 2. | Ode to Boy          | Alison Moyet | 3:35 |
| 3. | Unmarked            | Vince Clarke | 3:34 |
| 4. | Anyone              | Alison Moyet | 3:24 |
| 5. | Happy People        | Vince Clarke | 2:56 |
| 6. | And On              | Alison Moyet | 3:12 |

- Sur l'édition nord américaine, Happy People est remplacé par State Farm (chanson figurant en face B du single Nobody's Diary)[1].

## Musiciens
- Alison Moyet - chant
- Vince Clarke - instrumentation, chant sur Happy People

- The Sapphires - chœurs sur Walk Away from Love

## Classements hebdomadaires
| Classement (1983)             | Meilleure position |
| ----------------------------- | ------------------ |
| Allemagne (Media Control AG)  | 15                 |
| Australie (ARIA)              | 21                 |
| Canada (RPM Top Albums)       | 33                 |
| États-Unis (Billboard 200)    | 69                 |
| Nouvelle-Zélande (RIANZ)      | 1                  |
| Pays-Bas (Mega Album Top 100) | 11                 |
| Royaume-Uni (UK Albums Chart) | 1                  |
| Suède (Sverigetopplistan)     | 4                  |

## Certifications
| Pays              | Certification | Unités certifiées |
| ----------------- | ------------- | ----------------- |
| Royaume-Uni (BPI) | Or            | 100 000           |